# Le Bassin
Le Bassin est une installation due à Takis. Elle fait partie des œuvres d'art de la Défense, dans le département des Hauts-de-Seine, en France.

## Situation
Le Bassin est situé au bas de l'esplanade de la Défense, à cheval sur les communes de Courbevoie et de Puteaux, à l'ouest du pont de Neuilly, sur le trajet de l'axe historique de Paris.

## Description
L'œuvre est constituée d'un bassin rectangulaire d'une cinquantaine de mètres de côté sur lequel sont placées 49 tiges métalliques, d'une hauteur variant entre 3,5 et 9 m. Leurs extrémités sont munies de formes géométriques colorées et de feux clignotants, eux-mêmes de couleurs diverses.

## Historique
L'EPAD avait demandé une œuvre visible de jour et de nuit, par les piétons, les habitants des immeubles alentour et les automobilistes.
L'œuvre est inaugurée en 1988.
Une autre œuvre de Takis, Arbres lumineux, est installée à l'autre bout de l'esplanade, derrière la Grande Arche, depuis 1990. Elle reprend le principe des tiges métalliques.